# Drets del col·lectiu LGBT a Sud-àfrica

Aquest és un article sobre els drets LGBT a Sud-àfrica. Les persones lesbianes, gais, bisexuals i transsexuals a Sud-àfrica gaudeixen dels mateixos drets que els residents no LGBT. Sud-àfrica té una història complexa i diversa respecte als drets humans de les persones LGBT. L'estatus legal i social d'entre 400.000-més de 2 milions de lesbianes, gais, bisexuals, transsexuals i intersexuals. Els sud-africans han estat influenciats per una combinació de les tradicions populars sud-africanes, el colonialisme a l'Àfrica i els efectes persistents de l'apartheid i el moviment dels drets humans que van contribuir a la seva abolició.
La Constitució de Sud-àfrica post-apartheid va ser la primera del món a prohibir la discriminació basada en l'orientació sexual i Sud-àfrica va ser el cinquè país del món i el primer i, fins ara, només a Àfrica, en legalitzar el matrimoni homosexual. Les parelles del mateix sexe també poden adoptar infants conjuntament, i també organitzar tractaments de fecundació in vitro i subrogació. Les persones LGBT gaudeixen de proteccions constitucionals i estatutàries contra la discriminació en l'ocupació, la provisió de béns i serveis i molts altres àmbits.
No obstant això, els LGBT sud-africans, especialment els que viuen fora de les principals ciutats, continuen afrontant alguns reptes, entre els quals s'inclouen violència homofòbica (particularment violació correctiva i taxes elevades d'infecció de VIH/SIDA.

## Història
Les relacions sexuals entre homes estaven històricament prohibides a Sud-àfrica com a delicte comú de "sodomia" i "delictes sexuals antinaturals", heretats de la llei romano-neerlandesa. Una esmena de 1969 a la Immorality Act prohibia als homes de participar en qualsevol conducta eròtica quan hi hagués més de dues persones presents. En els anys 1970 i 1980, l'activisme LGBT es trobava entre els nombrosos moviments de drets humans a la nació, amb alguns grups que només defensaven els drets LGTB i altres que feien una defensa més àmplia dels drets humans. El 1994 es va legalitzar la conducta homosexual masculina, ja que la conducta homosexual femenina mai havia estat il·legal (com a les altres colònies britàniques). En el moment de la legalització, l'edat de consentiment es va fixar en 19 per a totes les conductes homosexuals independentment del gènere. Al maig de 1996 Sud-àfrica es va convertir en la primera jurisdicció del món en proporcionar protecció constitucional a les persones LGBT, a través de secció 9 (3) de la Constitució de Sud-àfrica, que impedeix la discriminació segons raça, gènere, orientació sexual i altres motius. Des del 16 de desembre de 2017, totes les disposicions que discriminaven han estat derogades formalment. Això va incloure la introducció d'una edat de consentiment igual de 16 anys, independentment de l'orientació sexual, i tots els delictes sexuals definits en termes de neutralitat de gènere.

### Era de l'Apartheid
Sota el govern del Partit Nacional de 1948 a 1994, l'homosexualitat era un crim punible amb fins a set anys de presó; aquesta llei s'utilitzava per assetjar i prohibir els esdeveniments de la comunitat gai sud-africana i els activistes polítics.
Malgrat l'oposició estatal, es van formar diverses organitzacions sud-africanes defensores dels drets homosexuals al final dels anys 1970. Tanmateix, fins al final dels anys 1980, les organitzacions gais sovint es van dividir a partir de les línies racials i la major qüestió política de l'apartheid. L'Associació Gai de Sud-àfrica (GASA), amb seu al districte de Hillbrow, al centre de Johannesburg, va ser una organització predominantment blanca que inicialment va evitar prendre una posició oficial sobre l'apartheid, mentre que l'Organització Rand Gay era multiracial i es va fundar en l'oposició a l'apartheid. En les eleccions generals de 1987, GASA i la revista gai Exit va donar suport al candidat del Partit Nacional per a Hillbrow, Leon de Beer. La campanya va posar al capdavant les tensions entre els activistes LGBT que s'oposaven manifestament contra l'apartheid i els que no ho feien. Després de la campanya electoral, GASA va decaure i va ser reemplaçada per l'Organització de Lesbianes i Gais contra l'Opressió (OLGA) a la ciutat de Ciutat del Cap.
Des dels anys seixanta fins al final dels vuitanta, la Força de Defensa de Sud-àfrica va obligar els soldats gais i lesbianes blancs a sofrir diverses "cures" mèdiques per a la seva orientació sexual, inclosa la cirurgia de reassignació de sexe. El tracte dels soldats gais i lesbianes en l'exèrcit sud-africà va ser explorat en una pel·lícula documental de 2003, titulada Property of the State.

### Era post-apartheid

Casament homosexual a Langebaan, 2007

El 1993 el Congrés Nacional Africà, en la "Carta de Drets", va aprovar el reconeixement legal dels matrimonis homosexuals, i la Constitució provisional es va oposar a la discriminació basada en l'orientació sexual. Aquestes disposicions es van mantenir en la nova Constitució, aprovada el 1996, a causa dels esforços del lobby LGBT sud-africà. Com a resultat, Sud-àfrica es va convertir en la primera nació del món en prohibir explícitament la discriminació basada en l'orientació sexual en la seva Constitució. Dos anys més tard, el Tribunal Constitucional de Sud-àfrica va fallar un cas rellevant en que la llei que prohibia la conducta homosexual entre els adults consentidors en privat violava la Constitució.
El 1998, el Parlament va aprovar la Llei d'Equitat d'Ocupació. La llei protegeix els sud-africans de la discriminació laboral sobre la base de l'orientació sexual, entre altres categories. L'any 2000, es van ampliar proteccions similars als allotjaments i serveis públics, amb l'inici de la Llei de Promoció de la Igualtat i Prevenció de la Discriminació Deslleial.
El desembre de 2005, el Tribunal Constitucional de Sud-àfrica va declarar que era inconstitucional evitar que persones del mateix gènere es casessin quan es permetia a persones del gènere oposat, i li va donar al Parlament de Sud-àfrica un any que aprovés una legislació que permetés les unions de persones del mateix sexe. El novembre de 2006, el Parlament va votar 230-41 per un projecte de llei que permetia el matrimoni civil del mateix sexe, així com les unions civils per a parelles no casades i parelles del mateix sexe. No obstant això, els funcionaris i el clergat poden rebutjar solemnitzar les unions homosexuals. No tots els membres de l'ANC admeten la nova llei. L'ex president de Sud-àfrica, Jacob Zuma, es trobava entre els seus oponents més discutits, i va afirmar que "quan jo estava creixent, un ungqingili (terme zulu que descrivia un homosexual) no es posava davant meu. Jo el negaria".

## Drets legals
La protecció dels drets LGTB a Sud-àfrica es basa en la Secció 9 de la Constitució, que prohibeix la discriminació per motius de sexe, gènere o orientació sexual, i s'aplica al Govern i a les parts privades. El Tribunal Constitucional ha afirmat que la secció també s'ha d'interpretar com la prohibició de la discriminació contra persones transgènere. Aquestes proteccions constitucionals han estat reforçades per la jurisprudència del Tribunal Constitucional de Sud-àfrica i diversos estatuts promulgats per Parlament.
El 2012, el Congrés de Líders Tradicionals de Sud-àfrica (Contralesa) va presentar un projecte de document que demanava l'eliminació dels drets LGTB de la Constitució de Sud-àfrica. El grup va presentar una proposta al Comitè de Revisió Constitucional de l'Assemblea Nacional per esmenar la secció 9 de la Constitució; el Comitè, en aquella època, va ser presidit pel diputat Sango Patekile Holomisa, que també és president de Contralesa. El caucus parlamentari del govern Congrés Nacional Africà va rebutjar la proposta.

### Legalitat de l'activitat sexual entre persones del mateix sexe
El 4 d'agost de 1997, en el cas de S v Kampher, la Divisió del Cap Occidental del Tribunal Suprem de Sud-àfrica va dictaminar que el delicte de la llei ordinària de sodomia era incompatible amb els drets constitucionals d'igualtat i privacitat i que havia deixat d'existir com a delicte quan la Constitució Provisional de Sud-àfrica va entrar en vigor el 27 d'abril de 1994. Estrictament parlant, aquest judici només aplicava al delicte de sodomia i no les altres lleis que criminalitzaven el sexe entre homes, i que també era només un precedent vinculant dins de l'àmbit de la jurisdicció de la cort del Cap. El 8 de maig de 1998, en el cas National Coalition for Gay and Lesbian Equality v Minister of Justice, la Divisió Local de Witwatersrand del Tribunal Suprem va dictaminar que els delictes comuns de sodomia i "la comissió d'un acte sexual antinatural", així com la Secció 20A de la Llei de Delictes Sexuals de 1957, eren inconstitucionals. El Tribunal Constitucional va confirmar aquesta sentència el 9 d'octubre del mateix any. La sentència aplicada retroactivament a actes comesos des de l'adopció de la Constitució Provisional el 27 d'abril de 1994.
Malgrat la despenalització del sexe entre homes, l'edat de consentiment establerta per la Llei de delictes sexuals de 1957 era de 19 anys per als actes homosexuals, però només 16 per als actes heterosexuals. Això va ser rectificat el 2007 per la Llei de modificació de la Llei sobre delictes sexuals i assumptes relacionats, que va codificar la llei sobre delictes sexuals en gènere i termes neutres d'orientació i fixa els 16 com a edat uniforme de consentiment. L'any 2008, tot i que la nova llei havia entrat en vigor, la primera desigualtat es va declarar inconstitucional en el cas Geldenhuys v National Director of Public Prosecutions, amb la resolució novament aplicable de manera retroactiva a partir del 27 d'abril de 1994.

### Reconeixement de relacions homosexuals
L'1 de desembre de 2005, en el cas Minister of Home Affairs v Fourie, el Tribunal Constitucional va dictaminar que era inconstitucional que l'Estat negués a les parelles del mateix sexe la possibilitat de casar-se i va donar al Parlament un any de termini per rectificar la situació. El 30 de novembre de 2006 va entrar en vigor la Civil Union Act; malgrat el seu títol, proveeix matrimonis homosexuals. De fet, la llei permet a parelles del mateix sexe i sexe oposat contractar unions, i permet que una parella decideixi cridar la seva unió, ja sigui matrimoni o una parella civil. Qualsevol que sigui el nom triat, les conseqüències legals són les mateixes que les de la Llei de matrimoni (que permet només els matrimonis del sexe oposat).
Abans de la introducció del matrimoni entre persones del mateix sexe, les decisions judicials i els estatuts havien reconegut associacions permanents entre persones del mateix sexe per a diversos propòsits específics, però no hi havia un sistema de registre d'associació nacional. Els drets reconeguts o ampliats pels tribunals inclouen el deure de suport entre cònjuges, beneficis d'immigració, ocupació i pensions, adopció conjunta, drets dels pares sobre els nens concebuts a través de la inseminació artificial, reclamació de pèrdua de suport quan la parella és assassinada negligentment i herència abintestat. Els drets estipulats per l'estatut inclouen proteccions contra la violència domèstica i el dret a la responsabilitat familiar.

### Proteccions a la discriminació

Bandera LGBT en el mapa de Sud-àfrica

La Constitució prohibeix tota discriminació injusta sobre la base del sexe, gènere o l'orientació sexual, ja sigui per part del Govern o per part d'un privat. El 2000, el Parlament va promulgar la 'Promotion of Equality and Prevention of Unfair Discrimination Act (PEPUDA), que reafirma la prohibició constitucional i estableix els Tribunals d'Igualtat especials per abordar la discriminació per part de particulars. La Employment Equity Act i la Rental Housing Act prohibeixen específicament la discriminació en l'ocupació i l'habitatge, respectivament.
La PEPUDA també prohibeix el discurs d'odi i l'assetjament basat en qualsevol dels motius de discriminació prohibits. Sud-àfrica no té cap llei legal que requereixi penalitzacions majors per al delicte d'odi, però l'odi motivat per l'homofòbia ha estat tractat pels tribunals com un factor agreujant en la sentència.

#### El Projecte de Llei de Prevenció i lluita contra els delictes d'odi
El Prevention and Combating of Hate Crimes and Hate Speech Bill, que està pendent al Parlament sud-africà, proscriurà els delictes d'odi i discurs d'odi per motius de raça i orientació sexual, entre d'altres, si es promulgua. La consulta pública sobre el projecte es va dur a terme entre octubre i desembre de 2016. Molts experts jurídics creien que el projecte de llei era inconstitucional, ja que infringia la llibertat d'expressió. Human Rights Watch expressa igualment preocupacions, afirmant que el projecte és massa vague i que amenaça la llibertat d'expressió. Com a tal, les disposicions relacionades amb el discurs d'odi van canviar significativament. El projecte de llei ara diu: "Els criteris de qualificació per al discurs d'odi han d'incloure ara una clara intenció de ser perjudicial o incitar a danys o promoure o propagar l'odi sobre la base de l'edat, albinisme, naixement, color, cultura, discapacitat, origen ètnic o social, identitat de gènere o de gènere, estatus de VIH, idioma, nacionalitat, estat de migrant o refugiat, raça, religió o sexe, que inclou intersexual o orientació sexual". El Consell de Ministres va aprovar el projecte de llei el març de 2018. Ara han d'aprovar-lo les dues cambres del Parlament abans de convertir-se en llei.

#### Estratègia d'intervenció nacional per al sector LGBTI
L'agost de 2011, el Departament de Justícia i Desenvolupament Constitucional va establir un Equip de Treball Nacional (NTT) per abordar el tema dels crims d'odi contra persones LGBT. L'abril de 2014, el ministre de Justícia i Desenvolupament Constitucional, Jeff Radebe, va llançar una estratègia d'intervenció nacional per al sector LGBTI, desenvolupat per la NTT per fer front a la violència sexual i violència de gènere contra membres de la comunitat. La NTT ha establert un equip de resposta ràpida per assistir a casos penals sense resoldre com a qüestió d'urgència i ha produït un fullet informatiu amb preguntes freqüents sobre persones LGBTI. Radebe va declarar que el Departament de Justícia va reconèixer la necessitat d'un marc legal específic per als delictes d'odi i que la qüestió quedaria sotmesa al debat públic.

### Adopció i criança dels fills
Una sèrie de sentències del Tribunal Superior han determinat que l'orientació sexual dels pares no és un problema rellevant en les decisions sobre la custòdia dels fills. En 2002 el Tribunal Constitucional en Du Toit v Minister of Welfare and Population Development va atorgar a les parelles homosexuals els mateixos drets d'adopció que els cònjuges casats, va permetre als pares adoptar els fills conjuntament i permetre que una parella adopti els fills de l'altre. La llei d'adopció ha estat reemplaçada per la Children's Act, 2005, que permet l'adopció per part de cònjuges i "parelles amb vida domèstica permanent" independentment de l'orientació.
El 1997, la inseminació artificial, limitada prèviament a dones casades, es va fer legal per a dones solteres, incloses lesbianes. En el cas de 2003 J v Director General, Department of Home Affairs, el Tribunal Constitucional va dictaminar que un nen nascut per inseminació artificial a una parella lesbiana es considerava legítim i que la parella que no era pare biològic tenia dret a ser considerat com a pare natural i es registrarà en el certificat de naixement del nen.

### Servei militar
Les persones LGBT estan autoritzades a complir obertament a la Força de Defensa Nacional Sud-africana (SANDF). El 1996, el Govern va adoptar el "Llibre blanc sobre la defensa nacional", que incloïa la declaració que, "D'acord amb la Constitució, el SANDF no discriminarà cap dels seus membres per motius d'orientació sexual". En 1998 el Departament de Defensa de Sud-àfrica va adoptar una Política d'Igualtat d'Oportunitats i Acció Afirmativa, segons la qual no es pot qüestionar els reclutes sobre la seva orientació sexual i la Força de Defensa oficialment no s'interessa pel comportament sexual lícit dels seus membres. En 2002 la SANDF va ampliar els beneficis mèdics i de jubilació del cònjuge a "membres d'una parella estable".

### Lleis de transició de gènere
La Alteration of Sex Description and Sex Status Act permet que la gent pugui presentar una sol·licitud per modificar el seu sexe al registre civil i, en conseqüència, rebre document d'identitat i passaport indicant el seu nou sexe. La llei exigeix que la persona hagi estat sotmesa a un tractament mèdic o quirúrgic. La teràpia de reemplaçament d'hormones és suficient i la cirurgia de reassignació de sexe no és necessària.
Una sèrie de resolucions de Tribunal Laboral de Sud-àfrica han fallat en contra d'empresaris que havien maltractar empleats que havien estat sotmesos a una transició de gènere.

### Donació de sang
S'admet als homes que tenen relacions sexuals amb homes com a donants de sang, però qualsevol donant potencial que hagi tingut una nova parella sexual (de qualsevol gènere) en els últims sis mesos serà diferit de la donació.

## Condicions de vida

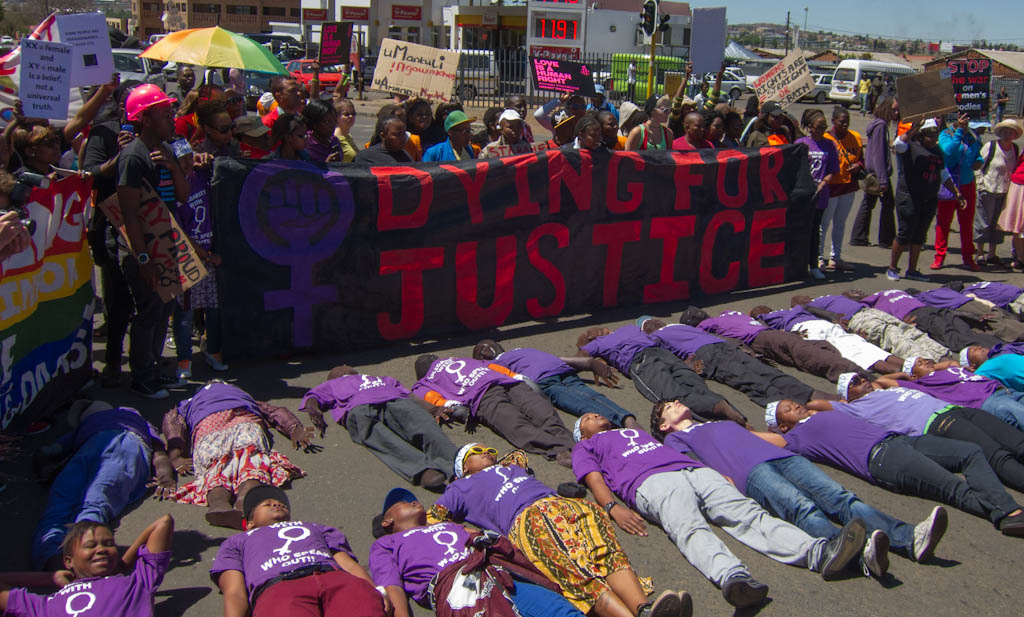
Participants en el Soweto Pride 2012 protesten contra la violència contra lesbianes amb un estendard per "Morir per la justícia" i samarretes que diuen "Solidaritat amb les dones que parlen".

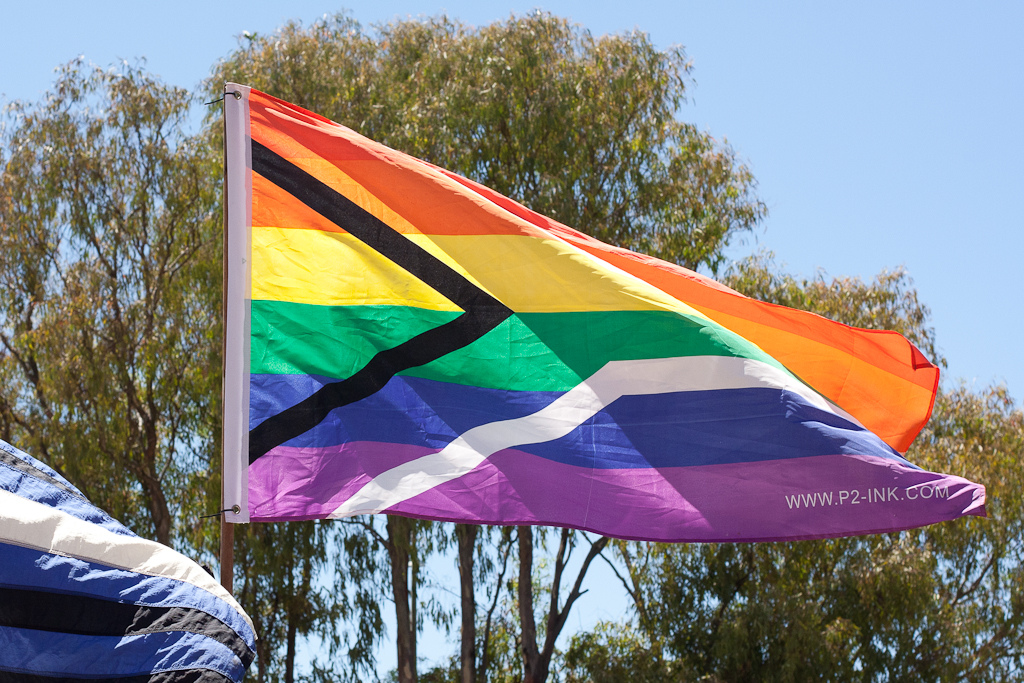
Bandera de l'orgull gai de Sud-àfrica, volada al Cape Town Pride 2014.

El 1998, l'aleshores líder del Partit Nacional va negar acusacions de que havia pagat a un home per sexe, afirmant que era un Boerseun (fill del granger), el que implicava que l'homosexualitat no era una cosa que es pogués trobar entre afrikaners. Les organitzacions de drets homosexuals de Sud-àfrica li van exigir una disculpa.
Hi ha hagut diversos casos en què les dones gais han estat víctimes d'assassinats, pallisses o violacions. Això es produeix, en part, a causa de l'amenaça percebuda que representen per a l'autoritat masculina tradicional. Sud-àfrica no té una legislació específica per al delicte d'odi; les organitzacions de drets humans han criticat a la policia sud-africana per no haver abordat la qüestió de delictes motivats per la parcialitat. Per exemple, l'ONG ActionAid ha condemnat la impunitat i va acusar els governs d'ignorar els assassinats de lesbianes en atacs homofòbics a Sud-àfrica; així com a les anomenades violacions correctives, inclosos casos entre alumnes, en què els violadors masculins pretenen violar la víctima lesbiana amb la intenció de guarir-la de la seva orientació sexual.
El maig de 2011, el professor Juan Nel va dir a Amnistia Internacional que segons estudis de tres de les nou províncies de Sud-àfrica, els homosexuals són víctimes de l'assalt sexual homofòbic tan freqüentment com les dones homosexuals, i van suggerir que la menor informació de víctimes masculines i els mitjans de comunicació han creat la percepció que estan en risc del crim. Igual que amb les dones víctimes, els gais no conformes amb el gènere es consideren amb el major risc de violència, i els activistes han acusat a la policia de manejar negligentment els incidents, inclosa una sèrie de nou suposats assassinats d'homosexuals entre els anys 2010 i 2013.
Tot i els incidents ocasionals d'homofòbia, els gais de les principals zones urbanes, com Johannesburg, Pretòria, Durban i Ciutat del Cap, són bastant acceptats, i totes aquestes ciutats tenen una vida nocturna gai. Les activitats culturals, artístiques i esportives a l'aire lliure tenen un paper important en la vida gai sud-africana. Els esdeveniments anuals d'Orgull Gai se celebren a Ciutat del Cap, Johannesburg, Durban i Pretòria (fundada el 2013). Ciutats més petites com Bloemfontein, Polokwane, Port Elizabeth, East London, Pietermaritzburg i Knysna, també atenen els homosexuals. Knysna allotja l'anual Pink Loerie Mardi Gras, que atrau gais d'arreu del país.

### Representació i representació en els mitjans i la societat
La televisió i el cinema produeix programes que també se centren en la vida gai.
Els fulletons semblen un espai que mostra la vida LGBT, algunes de les més destacades han estat la telenovel·la ara cancel·lada Egoli que mostrava una relació gai de molts anys.
SABC 1 s'ha mostrat comparativament representativa de la comunitat LGBT a Sud-àfrica en la seva programació. El sitcom City Ses Top La presenta un personatge gai pel qual Warren Masemola va rebre un Premi SAFTA de Cinema i Televisió de Sud-àfrica. Una de les telenovel·les més valorades de SABC 1 per presentar caràcters LGBT, i destacada per això, era Generations, amb els personatges dels amants de l'estrella, Senzo (interpretat per Thami Mngqolo) i Jason; que més tard es va casar i va tenir un fill. En l'actual reencarnació de la telenovel·la Generations:The Legacy hi ha un personatge de dona transsexual anomenada Wandile i la seva amfitriona dels amics LGBT i associats. La telenovel·la Uzalo també presenta un personatge gai amb el nom de GC, que es va veure embolicat en una disputa eclesiàstica sobre la seva sexualitat, il·lustrant les percepcions demogràfiques rurals i urbanes sobre la sexualitat a Sud-àfrica. El canal també ha vist altres èxits en espectacles amb personatges LGBT com a Society; Intersexions; i After 9 entre d'altres. Altres fulletons que presenten protagonistes LGBT han estat: Steve (interpretat per Emmanuel Castis) era gai a Isidingo: The Need; Thula (interpretat per Wright Ngubeni) era gai a Rhythm City; Jerome (interpretat per Terrence Bridget, un actor gai) era gai a 7de Laan; Scandal també tenia el personatge principal en les seves primeres temporades. La telenovel·la de 2016 Mzansi Magic The Queen mostra Sello Maake ka Ncube mostrant un personatge gai.

### Política, llei i activisme
La comunitat LGBT a Sud-àfrica té una variada història d'activisme i representació en la societat civil i tot el que fa a la justícia social i la lluita pels drets humans tal com es va celebrar al febrer a través del mes d'història LGBT: Edwin Cameron i Kathy Satchwell van ser els jutges destacats del Tribunal Constitucional de Sud-àfrica i el Tribunal Suprem de Sud-àfrica, respectivament, i l'acadèmic jurista Pierre de Vos.
Hi ha organitzacions d'estudiants LGBT actives i visibles a les universitats de Sud-àfrica, com Universitat del Witwatersrand, Universitat de Ciutat del Cap, universitat de Stellenbosch, Universitat de Johannesburg i la Universitat del Cap Occidental, entre d'altres.
Simon Nkoli, Zackie Achmat, Funeka Soldaat són alguns dels activistes més destacats de justícia social i drets de les persones LGBT.

### Vot rosa
També hi ha una dispersió de polítics LGBT al Parlament de Sud-àfrica i al gabinet: al Congrés Nacional Africà i al Gabinet de Jacob Zuma, la ministra d'Empresa Pública Lynn Brown. En l'Oposició Oficial de l'Aliança Democràtica hi ha Zakhele Mbhele, el ministre de la policia de l'ombra, Mike Waters, Marius Redelinghuys i el ministre del treball a l'obra Ian Ollis.

### Rand rosa
Els professionals LGTB estan ocupats a les principals empreses de tot el país. Les persones LGBT també són objectiu través de diverses campanyes de màrqueting, ja que el món corporatiu reconeix el valor dels Rand rosa. El 2012, Lunch Box Media va emprendre una investigació de mercats (Gay Consumer Profile) que va trobar un mercat potencial LGBT lleugerament superior als 4 milions de persones.

### Religió
Destacats líders religiosos han expressat el seu suport a la comunitat LGBT sud-africana. A l'Església Anglicana de l'Àfrica Meridional l'Arquebisbe Emèrit de Ciutat del Cap Desmond Tutu i l'actual arquebisbe de Ciutat del Cap Thabo Makgoba, i Allan Boesak de l'Església Reformada Unitària són ferms defensors de drets homosexuals a Sud-àfrica. Fins i tot la conservadora Església Reformada Neerlandesa va dictaminar que els homosexuals no havien de ser discriminats i podrien tenir certes posicions dins de l'església. No obstant això, encara hi ha moltes crítiques a l'església; un tribunal s'ha pronunciat contra una congregació de l'església per acomiadar un músic gai; la qüestió va provocar molt auge de la comunitat gai i dels cercles liberals.

## Opinió pública
Tot i que el sistema constitucional i legal a Sud-àfrica garanteix teòricament la igualtat, en general manca l'acceptació social, especialment fora de les zones urbanes de la meitat oriental del país. Una enquesta de 2008 va trobar que el 84% dels sud-africans van dir que el comportament sexual homosexual sempre és incorrecte, en comparació amb el 8% que va dir que no estava malament. En una enquesta de 2013, el 61% deien que la societat no hauria d'acceptar l'homosexualitat.
No obstant això, un important estudi realitzat per "L'altra fundació" i titulat Progressive Prudes va pintar una imatge més complexa de l'opinió pública a Sud-àfrica cap a les persones LGBT. Tot i que el 72% va informar que l'activitat homosexual era moralment incorrecta, el 55% va indicar que "acceptaria" un familiar homosexual i el 51% afirmava que creien que "els homosexuals haurien de tenir els mateixos drets humans que els altres ciutadans". L'enquesta va trobar que, en una proporció de 2:1, els sud-africans recolzaven les proteccions constitucionals existents cap als gais. Els que "estan totalment en desacord" amb permetre que els drets de matrimoni civil iguals per a parelles del mateix sexe es reduïa a només al 23%.
Una gran enquesta publicada per Afrobaròmetre el 2016 va suggerir que Sud-àfrica tenia la segona visió més tolerant vers els homosexuals respecte als veïns d'Àfrica, després de Cap Verd, amb el 67% dels enquestats informant que els "agradaria molt, de manera similar o no m'importa" si vivien al costat d'una parella homosexual. Això contrasta amb la mitjana d'Àfrica del 21% i els mínims del 3% a Senegal i del 5% a Uganda i el Níger.
Segons una enquesta de 2017 realitzada per ILGA, el 67% dels sud-africans van coincidir que les persones gais, lesbianes i bisexuals haurien gaudir dels mateixos drets que les persones hetero, mentre que 17 % no està d'acord. Addicionalment, el 72% va estar d'acord que haurien d'estar protegits contra la discriminació laboral. El 24% dels sud-africans, tanmateix, va dir que els homosexuals havien de ser considerades delinqüents, mentre que la majoria del 57% no estava d'acord. Pel que fa a les persones transsexuals, el 72% va acceptar que tenien els mateixos drets, el 74% consideraven que havien de ser protegits contra la discriminació laboral i el 64% creien que se'ls permetés canviar el seu gènere legal.
A més, d'acord amb aquesta mateixa enquesta, el 9% dels sud-africans intentarien "canviar" l'orientació sexual d'un veí masculí si descobria que era gai, mentre que el 72% ho acceptava i el recolzava. Un 8% intentaria "canviar" l'orientació sexual d'un veí femení, mentre que el 76% l'acceptava tal com era.

## Taula resum
| Activitat sexual legal amb el mateix sexe                     | (Des de 1998, retroactiu a 1994) |
| Mateixa edat de consentiment                                  | (Des de 2007, retroactiu a 1994) |
| Lleis antidiscriminació a la feina                            | (Des de 1995)                    |
| Lleis antidiscriminació en la prestació de béns i serveis     | (Des de 1997)                    |
| Matrimoni del mateix sexe                                     | (Des de 2006)                    |
| Lleis antidiscriminació en el discurs de l'odi i la violència | (Des de 1997)                    |
| Reconeixement de les parelles del mateix sexe                 | (Des de 1999)                    |
| Adopció de fillastres per parelles del mateix sexe            | (Des de 2002)                    |
| Adopció conjunta per parelles del mateix sexe                 | (Des de 2002)                    |
| Prestació de servei militar per gais i lesbianes              | (Des de 1998)                    |
| Dret legal a canviar de gènere                                | (Des de 2003)                    |
| Accés a la fecundació in vitro per lesbianes                  | (Des de 2003)                    |
| Teràpia de reorientació sexual prohibida als menors           | No                               |
| Permís per donar sang als MSMs                                | (Des de 2014)                    |